# باورال
باورال (به انگلیسی: Bowral) یک شهرک در استرالیا است که در نیو ساوت ولز واقع شده‌است.